# John Luccock
John Luccock foi um comerciante inglês sobre cuja vida pouco se sabe, exceto o período de dez anos (1808-1818) em que esteve no Brasil aproveitando a abertura do mercado brasileiro, resultante da assinatura da carta régia do Príncipe Regente franqueando os portos do Brasil ao comércio estrangeiro, período este que descreve em sua obra Notes on Rio de Janeiro and the Southern Part of Brazil; taken during a residence of ten years in that country, from 1808 to 1818 (Notas sobre o Rio de Janeiro e partes meridionais do Brasil tomadas durante uma residência de dez anos nesse país, de 1808 a 1818). Devido à minúcia com que descreve nossos costumes, habitantes, paisagens, economia etc., a obra é fonte preciosa de informações para os estudiosos da história brasileira.
Luccock aportou no Rio de Janeiro em meados de 1808 e, não encontrando aí um mercado favorável, foi negociar no sul do país.  Seu livro descreve sua passagem pelo Rio da Prata, Província do Paraná, província do Uruguai, Montevidéu, cidade de São Pedro do Sul, interior do Rio Grande, Santa Catarina. Liquidou em leilão grande parte de seu estoque e, após três anos de estada, embarcou para a Inglaterra e regressou ao Brasil com novo estoque de mercadorias. Em 1817 e 1818 esteve na província de Minas Gerais, visitando (e descrevendo em seu livro) São João d'El Rei, Vila Rica (atual Ouro Preto), Mariana, Congonhas e Barbacena.

## Rio de Janeiro
Em 1808, quando chegou, achou a cidade quente ("Aludimos repetidas vezes ao forte calor do clima do Rio; eu vi um termômetro Fahrenheit, exposto ao sol, subir a 130 graus [54,4 graus centígrados], sendo que então à sombra, atingia 96 graus [35,6 graus centígrados]) e atrasada. Luccock descreve a ignorância dos mercadores ("A ignorância deles não se limitava à geografia, poucos dentre eles conheciam algo mais do que os primeiros princípios da
aritmética; ao lerem, soletravam as palavras, e escrever era para eles uma tremenda tarefa"), a má qualidade da mão-de-obra ("O orgulho tolo e a presunção formalizada, que dominava em todas as classes da sociedade brasileira, atingiam nesta categoria de homem [os trabalhadores] um absurdo singular e ridículo.", o desânimo da população ("o povo em geral parecia muito calado; não havia folguedos de crianças, nem vivacidade da juventude, nem exclamações ruidosas dos mais adiantados em anos. Neste particular, o Rio diferia de todas as demais partes que visitei"), "ignorância", "falta de educação e instrução" e envelhecimento precoce das mulheres ("aos dezoito, uma dama brasileira já atingiu sua plena maturidade. Poucos anos após já ela se torna corpulenta e mesmo pesadona, adquire uma sensível corcova e um andar desajeitado e vacilante. Começa a decair, perde o bom-humor das suas maneiras, assumindo em seu lugar uma carranca desagradável [...] aos vinte e cinco anos, trinta, no máximo, já se tornaram perfeitas velhas enrugadas"), os maus modos nas refeições ("não há grande limpeza nem boas-maneiras, durante a refeição"), etc.
Mas ao escrever sobre a cidade em 1813 Luccock reconhece os enormes progressos decorrentes da transferência da Corte portuguesa para o Rio: 
"No período que decorreu desde a chegada da Rainha notaram-se consideráveis progressos para a situação mais favorável da capital do Brasil [...]. Acrescentaram-se ruas novas à cidade e fundaram-se novos mercados, enquanto que os antigos melhoram muito em asseio. As casas fizeram-se mais generalizada e simetricamente caiadas e pintadas; aboliram-se as feias gelosias, e alguns dos balcões, que ficaram, viam-se ornamentados com plantas e flores. Inúmeras pequenas vivendas e jardins enfeitavam as cercanias, tratos de terras eram cuidadosamente cultivados com grama, verduras e flores. As estradas foram alargadas em várias direções ao mesmo tempo que limpadas de mato e outros quejandos estorvos".
E no último ano de sua permanência no país (1818), os melhoramentos são ainda mais sensíveis: 
Após meu regresso de Minas-Gerais e antes de deixar a América do Sul, talvez para sempre, fiz uma nova revista do Brasil e de sua Capital. De 1813 para cá [...] o número de habitantes portugueses e brasileiros aumentou consideravelmente [...] Desse aumento na população, dessa acumulação de habilidade e indústria, proveio grande acrescentamento no conforto e mesmo nos luxos, em todas as suas variedades, tanto naturais como de combinação artificial. Os habitantes da Cidade estavam providos de residências melhores que, progredindo em proporção mais adequada ao número crescente de moradores, permitia-lhes viver com menos aperto. Surgiram novos grupos de casas, novas ruas se abriram por quase todos os pontos dos arredores, meios pelos quais se obtiveram cenas mais agradáveis para passeios, introduzindo-se um gosto maior pelo exercício. [...] As casas particulares revelavam quantidade maior de mobília, seu estilo estava modernizado e adaptado à situação superior de seus possuidores. Sua maneira de vestir-se fizera-se mais respeitável; suas mesas apareciam cobertas de variedade maior; os mercados eram supridos mais e melhor, não somente com os comuns artigos sólidos de primeira necessidade, como ainda de aves, caças e frutas."

## Obras
Edições em inglês:
- A grammar and a vocabulary of the Tupi language, partly collected and partly translated from the works of Anchieta and Figueira, noted Brazilian missionarys (1818)
- A map of the Southern Lowlands of Brazil
- A map of the Table Land of Brazil
- A sketch of St. Sebastian on the Rio de Janeiro
- An annotated bibliography of literature by and about Canadian Eskimos for ages 5 to 14
- An essay on the elements of cyclometry intended to illustrate the relations which exist between curves and right-lined figures
- Essay on wool, containing a particular account of the english fleece, etc
- Letter to the Right Honourable the Earl of Liverpool, First Lord of the Treasury, on the revolution in Spain
- Notes on Rio de Janeiro and the southern parts of Brazil: taken during a residence of ten years in that country from 1808 to 1818[7]
- On the bed of the Mississippi
- The nature and properties of wool: illustrated with a description of the English fleece

Edições em português:
- Aspectos sul-riograndenses no 1º quartel do séc. XIX - tradução dos capítulos 6-7 (122 p.) do "Notes on Rio de Janeiro, and the southern parts of Brazil; taken during a residence of ten years in that country, from 1808 to 1818[8]
- Notas a Luccok sobre a flora e fauna do Brazil (1882)[9]
- Notas sobre o Rio de Janeiro e partes meridionais do Brasil[10]